# Don Toliver
Caleb Zackery Donald Toliver (ur. 12 czerwca 1994 w Houston), znany zawodowo jako Don Toliver – amerykański piosenkarz i raper. Swój pierwszy mixtape wydał w sierpniu 2018 roku. Znany jest z singli „No Idea” i „After Party”, z jego debiutanckiego albumu studyjnego Heaven or Hell (2020), który zyskał popularność w aplikacji TikTok. W sierpniu 2020 roku wystąpił wraz z Navem i Gunną w piosence „Lemonade” od Internet Money.

## Wczesne życie
Toliver urodził się i wychował w Houston w Teksasie. Nie miał doświadczenia muzycznego przed rozpoczęciem kariery w 2017 roku. Jego ojciec był raperem na początku lat 2000. i często grał przy Calebie muzykę.

## Kariera

### 2017: Playa Familia i single
Jego pierwszym wydaniem był wspólny mixtape, zatytułowany Playa Familia, z Yungjosh93. Pod koniec 2017 roku Toliver wydał solowe single „Diva” i „I Gotta”. W marcu 2018 podpisał kontrakt z Atlantic Records i We Run It Entertainment. Również na początku 2018 roku Toliver wydał „Make Sumn” i „Checks” z teledyskami.

#### 2018–2020: Przełom,Cactus JackiHeaven or Hell
W lipcu 2018 roku Toliver wydał singel „Holdin’ Steel” z udziałem Dice Soho. Piosence towarzyszył również teledysk. 2 sierpnia Toliver wydał swój debiutancki mixtape Donny Womack.
Następnego dnia, 3 sierpnia 2018 roku, Travis Scott wydał swój trzeci album studyjny Astroworld, na którym Toliver pojawił się w trzynastym utworze „Can’t Say”. Singlowi towarzyszył później teledysk sponsorowany przez Saint Laurent. 6 sierpnia ogłoszono, że Toliver podpisał kontrakt z wytwórnią Scotta Cactus Jack. We wrześniu jego singel „Diva” został zremiksowany przez rapera Kevina Gatesa.
Po swoim występie na Astroworld, Toliver wydał kilka singli pod marką Cactus Jack w całym 2019 roku, w tym: „Back Up” z udziałem Wiz Khalify, „Best You Had”, „Can’t Feel My Legs” i „No Idea”. Piosenka „No Idea” stała się w sensacją w mediach społecznościowych, głównie na platformie TikTok. W listopadzie 2019 Toliver towarzyszył Scottowi podczas drugiego festiwalu Astroworld. 13 grudnia Toliver wydał teledysk do „Can’t Feel My Legs”. 27 grudnia Toliver wraz z innymi członkami Cactus Jack, jako JackBoys, wydali album kompilacyjny JackBoys.
17 stycznia 2020 roku Toliver pojawił się na jedenastym albumie studyjnym amerykańskiego rapera Eminema, Music to be Murdered By, w piosence „No Regrets”.
10 marca 2020 roku Toliver ogłosił swój debiutancki album studyjny Heaven or Hell w mediach społecznościowych oraz zapowiedział datę premiery. Album został wydany trzy dni później, 13 marca i zawierał gościnnie występy; Travisa Scotta, Kaash Paige, Quavo, Offseta i Sheck Wesa.
8 maja 2020 roku Toliver pojawił się w piosence Nav’a „Recap”, z jego trzeciego studyjnego albumu Good Intentions.
24 lipca 2020 roku Toliver i jego DJ Chase B wydali wspólny singel zatytułowany „Cafeteria” z udziałem Gunny z ich nadchodzącego wspólnego projektu, Escapism. Dokładnie tydzień później, 31 lipca, wydał piosenkę zatytułowaną „Clap”, do ścieżki dźwiękowej do filmu F9.
14 sierpnia 2020 r. Toliver pojawił się obok Nav’a i Gunny w utworze „Lemonade” od Internet Money. Piosenka przyniosła mu najwyższą w karierze pozycję na liście Billboard Hot 100, ostatecznie zajmując 6. miejsce. Tego samego dnia pojawił się w piosence Kaash Paige „Grammy Week”, z jej debiutanckiego albumu studyjnego Teenage Fever. Dokładnie tydzień później, 21 sierpnia, wystąpił u boku Big Seana w piosence Nasa „Replace Me”, z jego trzynastego albumu studyjnego, King’s Disease. 22 października wystąpił wraz z Gucci Mane w singlu Rico Nasty „Don’t Like Me”, z jej debiutanckiego albumu studyjnego Nightmare Vacation.

##### 2021:Life of a Don
W lutym 2021 Toliver zaprezentował swój kolejny projekt, zatytułowany Life of a Don, na Twitterze. 4 maja Toliver wydał główny singel z albumu „What You Need”. Miesiąc później, 18 czerwca, Toliver wydał drugi singel z albumu, „Drugs N Hella Melodies”, z udziałem swojej partnerki, piosenkarki Kali Uchis.
20 sierpnia 2021 Toliver wydał singel „Don’t Go”, który powstał we współpracy z amerykańskim producentem Skrillex i kanadyjskim piosenkarzem Justinem Bieberem. 29 sierpnia Toliver pojawił się na albumie Kanye Westa Donda w utworze „Moon”, obok Kid Cudi’ego. 28 września Toliver ujawnił datę premiery i okładkę Life of a Don. Life of a Don został wydany 8 października 2021 roku. Album zawierał gościnne występy: Travisa Scotta, Kali Uchis, SoFaygo, Baby Keema i HVN.

## Życie prywatne
Od 2020 roku spotyka się z kolumbijską piosenkarką Kali Uchis.

## Dyskografia
| Rok  | Tytuł            |
| ---- | ---------------- |
| 2020 | Heaven or Hell   |
| 2021 | Life of a Don    |
| 2023 | Love Sick        |
| 2024 | Hardstone Psycho |